# Смоленське сільське поселення (Читинський район)
Смо́ленське сільське поселення (рос. Смоленское сельское поселение) — сільське поселення у складі Читинського району Забайкальського краю Росії.
Адміністративний центр — село Смоленка.

## Історія
2013 року було утворено село Верхня Карповка (Профілакторій Карповка) шляхом виділення частини села Карповка.

## Населення
Населення сільського поселення становить 7006 осіб (2019; 5068 у 2010, 3941 у 2002).

## Склад
До складу сільського поселення входять:
| Населений пункт        | Населення, осіб (2002) | Населення, осіб (2010) |
| ---------------------- | ---------------------- | ---------------------- |
| Верхня Карповка, село  | -                      | -                      |
| Забайкальський, селище | 224                    | 280                    |
| Карповка, село         | 651                    | 545                    |
| Смоленка, село         | 3066                   | 4243                   |